# Рік активного сонця
«Рік активного сонця» («Год активного солнца») — радянський телефільм 1982 року, знятий режисером Наталія Збандут на Творчому об'єднанні «Екран».

## Сюжет
В основі сюжету — доля заступника голови міськвиконкому Віри Сергіївни Колосової.

## У ролях
- Руфіна Ніфонтова — Віра Сергіївна Колосова
- Віктор Тарасов — Колосов
- Анна Каменкова — Ірина
- Ігор Янковський — Юрій
- Борис Гусаков — Гнат Петрович
- Лариса Лужина — Ліда
- Олександр Дем'яненко — Мельник
- Юрій Гусєв — Олег
- Валерій Рижаков — роль другого плану
- Петро Шелохонов — Василь Васильович
- Микола Прокопович — Жищенко
- Поліна Мостова — Олена
- Павло Махотін — епізод
- Андрій Фільков — епізод
- Наталія Хорохоріна — епізод
- Анатолій Дриженко — епізод

## Знімальна група
- Режисер — Наталія Збандут
- Сценарист — Галина Губачова
- Оператор — Володимир Панков
- Композитор — Ігор Єфремов